# Tour de Alma Ata 2019
La 7.ª edición del Tour de Alma Ata fue una carrera de ciclismo en ruta por etapas que se celebró entre el 30 y el 31 de agosto de 2019 con inicio y final en la ciudad de Alma Ata en Kazajistán. El recorrido constó de un total de 2 etapas sobre una distancia total de 278,6 km.
La carrera hizo parte del circuito UCI Asia Tour 2019 dentro de la categoría 2.1. El vencedor final fue el kazajo Yuriy Natarov del Astana seguido del ruso Aleksandr Vlásov del Gazprom-RusVelo y el italiano Danilo Celano del Amore & Vita-Prodir.

## Equipos participantes
Tomaron la partida un total de 21 equipos, de los cuales 1 es de categoría UCI WorldTeam, 3 Profesional Continental, 14 Continental y 3 Selecciones nacionales, quienes conformaron un pelotón de 126 ciclistas de los cuales terminaron 101. Los equipos participantes fueron:
| WorldTeam- Astana Equipos continentales profesionales (3)- Delko-Marseille Provence - Gazprom-RusVelo - Neri Sottoli-Selle Italia-KTM Equipos continentales (14)- AC Sparta Praha - Akros-Thömus - Amore & Vita-Prodir - Apple Team - CCC Development Team - HKSI - Interpro Cycling Academy - Memil - Hrinkow Advarics Cycleang - Team Illuminate - Sapura - Terengganu Inc-TSG Cycling Team - Vino-Astana Motors - Voster ATS Team Equipos nacionales (3)- Azerbaiyán - Kazajistán - Turquía |
| |

## Etapas
| Etapa     | Fecha     | Recorrido           | type                   | Distancia (km) | Ganador       | Líder         |
| --------- | --------- | ------------------- | ---------------------- | -------------- | ------------- | ------------- |
| 1.ª etapa | 30 de ago | Alma Ata – Alma Ata | etapa llana            | 118,6          | Patryk Stosz  | Patryk Stosz  |
| 2.ª etapa | 31 de ago | Alma Ata – Medeo    | etapa de media montaña | 160            | Danilo Celano | Yuriy Natarov |

## Desarrollo de la carrera

### 1.ª etapa
| Alma Ata - Alma Ata | etapa llana | (118,6 km) |

| \| Clasificación de la etapa \| Clasificación de la etapa \| Clasificación de la etapa \| Clasificación de la etapa \| Clasificación de la etapa \| \| Ciclista \| Ciclista \| Equipo \| Tiempo \| \| \| ------------------------- \| ------------------------- \| ----------------------------- \| ------------------------- \| ------------------------- \| \| 1.º \| Patryk Stosz \| CCC Development \| 2 h 37 min 46 s \| \| \| 2.º \| Matvey Nikitin \| Vino-Astana Motors \| + 0 s \| \| \| 3.º \| Davide Gabburo \| Neri Sottoli-Selle Italia-KTM \| + 0 s \| \| \| 4.º \| Aleksandr Vlásov \| Gazprom-RusVelo \| + 0 s \| \| \| 5.º \| Lucas De Rossi \| Delko Marseille Provence \| + 0 s \| \| \| 6.º \| Nikita Stalnow \| Astana \| + 0 s \| \| \| 7.º \| Lorenzo Fortunato \| Neri Sottoli-Selle Italia-KTM \| + 0 s \| \| \| 8.º \| Mateusz Grabis \| Voster ATS Team \| + 0 s \| \| \| 9.º \| Yuriy Natarov \| Astana \| + 0 s \| \| \| 10.º \| Markus Freiberger \| Hrinkow Advarics Cycleang \| + 0 s \| \| |                   |                               |                 |
| |                   |                               |                 |
| Fuente: ProCyclingStats |                   |                               |                 |
| Clasificación de la etapa |                   |                               |                 |
| Ciclista | Ciclista          | Equipo                        | Tiempo          |
| 1.º | Patryk Stosz      | CCC Development               | 2 h 37 min 46 s |
| 2.º | Matvey Nikitin    | Vino-Astana Motors            | + 0 s           |
| 3.º | Davide Gabburo    | Neri Sottoli-Selle Italia-KTM | + 0 s           |
| 4.º | Aleksandr Vlásov  | Gazprom-RusVelo               | + 0 s           |
| 5.º | Lucas De Rossi    | Delko Marseille Provence      | + 0 s           |
| 6.º | Nikita Stalnow    | Astana                        | + 0 s           |
| 7.º | Lorenzo Fortunato | Neri Sottoli-Selle Italia-KTM | + 0 s           |
| 8.º | Mateusz Grabis    | Voster ATS Team               | + 0 s           |
| 9.º | Yuriy Natarov     | Astana                        | + 0 s           |
| 10.º | Markus Freiberger | Hrinkow Advarics Cycleang     | + 0 s           |

| \| Clasificación general \| Clasificación general \| Clasificación general \| Clasificación general \| Clasificación general \| \| Ciclista \| Ciclista \| Equipo \| Tiempo \| \| \| --------------------- \| --------------------- \| ----------------------------- \| --------------------- \| --------------------- \| \| 1.º \| Patryk Stosz \| CCC Development \| 2 h 37 min 34 s \| \| \| 2.º \| Davide Gabburo \| Neri Sottoli-Selle Italia-KTM \| + 5 s \| \| \| 3.º \| Matvey Nikitin \| Vino-Astana Motors \| + 6 s \| \| \| 4.º \| Dmitriy Gruzdev \| Astana \| + 11 s \| \| \| 5.º \| Aleksandr Vlásov \| Gazprom-RusVelo \| + 12 s \| \| \| 6.º \| Lucas De Rossi \| Delko Marseille Provence \| + 12 s \| \| \| 7.º \| Nikita Stalnow \| Astana \| + 12 s \| \| \| 8.º \| Lorenzo Fortunato \| Neri Sottoli-Selle Italia-KTM \| + 12 s \| \| \| 9.º \| Mateusz Grabis \| Voster ATS Team \| + 12 s \| \| \| 10.º \| Yuriy Natarov \| Astana \| + 12 s \| \| |                   |                               |                 |
| |                   |                               |                 |
| Fuente: ProCyclingStats |                   |                               |                 |
| Clasificación general |                   |                               |                 |
| Ciclista | Ciclista          | Equipo                        | Tiempo          |
| 1.º | Patryk Stosz      | CCC Development               | 2 h 37 min 34 s |
| 2.º | Davide Gabburo    | Neri Sottoli-Selle Italia-KTM | + 5 s           |
| 3.º | Matvey Nikitin    | Vino-Astana Motors            | + 6 s           |
| 4.º | Dmitriy Gruzdev   | Astana                        | + 11 s          |
| 5.º | Aleksandr Vlásov  | Gazprom-RusVelo               | + 12 s          |
| 6.º | Lucas De Rossi    | Delko Marseille Provence      | + 12 s          |
| 7.º | Nikita Stalnow    | Astana                        | + 12 s          |
| 8.º | Lorenzo Fortunato | Neri Sottoli-Selle Italia-KTM | + 12 s          |
| 9.º | Mateusz Grabis    | Voster ATS Team               | + 12 s          |
| 10.º | Yuriy Natarov     | Astana                        | + 12 s          |

### 2.ª etapa
| Alma Ata - Medeo | etapa de media montaña | (160 km) |

| \| Clasificación de la etapa \| Clasificación de la etapa \| Clasificación de la etapa \| Clasificación de la etapa \| Clasificación de la etapa \| \| Ciclista \| Ciclista \| Equipo \| Tiempo \| \| \| ------------------------- \| ------------------------- \| ------------------------------- \| ------------------------- \| ------------------------- \| \| 1.º \| Danilo Celano \| Amore & Vita-Prodir \| 3 h 51 min 57 s \| \| \| 2.º \| Nicolai Cherkasov \| Gazprom-RusVelo \| + 1 s \| \| \| 3.º \| Yuriy Natarov \| Astana \| + 4 s \| \| \| 4.º \| Pierpaolo Ficara \| Amore & Vita-Prodir \| + 8 s \| \| \| 5.º \| Metkel Eyob \| Terengganu Inc-TSG Cycling Team \| + 21 s \| \| \| 6.º \| Anton Kuzmin \| Astana City \| + 28 s \| \| \| 7.º \| Aleksandr Vlásov \| Gazprom-RusVelo \| + 30 s \| \| \| 8.º \| Artiom Ovechkin \| Terengganu Inc-TSG Cycling Team \| + 37 s \| \| \| 9.º \| Lucas De Rossi \| Delko Marseille Provence \| + 45 s \| \| \| 10.º \| Benjamin Dyball \| Team Sapura Cycling \| + 48 s \| \| |                   |                                 |                 |
| |                   |                                 |                 |
| Fuente: ProCyclingStats |                   |                                 |                 |
| Clasificación de la etapa |                   |                                 |                 |
| Ciclista | Ciclista          | Equipo                          | Tiempo          |
| 1.º | Danilo Celano     | Amore & Vita-Prodir             | 3 h 51 min 57 s |
| 2.º | Nicolai Cherkasov | Gazprom-RusVelo                 | + 1 s           |
| 3.º | Yuriy Natarov     | Astana                          | + 4 s           |
| 4.º | Pierpaolo Ficara  | Amore & Vita-Prodir             | + 8 s           |
| 5.º | Metkel Eyob       | Terengganu Inc-TSG Cycling Team | + 21 s          |
| 6.º | Anton Kuzmin      | Astana City                     | + 28 s          |
| 7.º | Aleksandr Vlásov  | Gazprom-RusVelo                 | + 30 s          |
| 8.º | Artiom Ovechkin   | Terengganu Inc-TSG Cycling Team | + 37 s          |
| 9.º | Lucas De Rossi    | Delko Marseille Provence        | + 45 s          |
| 10.º | Benjamin Dyball   | Team Sapura Cycling             | + 48 s          |

## Clasificaciones finales
Las clasificaciones finalizaron de la siguiente forma:

### Clasificación general
| \| Clasificación general \| Clasificación general \| Clasificación general \| Clasificación general \| Clasificación general \| \| Ciclista \| Ciclista \| Equipo \| Tiempo \| \| \| --------------------- \| -------------------------- \| ------------------------------- \| --------------------- \| --------------------- \| \| 1.º \| Yuriy Natarov \| Astana \| 6 h 29 min 47 s \| \| \| 2.º \| Aleksandr Vlásov \| Gazprom-RusVelo \| + 26 s \| \| \| 3.º \| Danilo Celano \| Amore & Vita-Prodir \| + 38 s \| \| \| 4.º \| Nicolai Cherkasov \| Gazprom-RusVelo \| + 39 s \| \| \| 5.º \| Lucas De Rossi \| Delko Marseille Provence \| + 41 s \| \| \| 6.º \| Lorenzo Fortunato \| Neri Sottoli-Selle Italia-KTM \| + 46 s \| \| \| 7.º \| Pierpaolo Ficara \| Amore & Vita-Prodir \| + 46 s \| \| \| 8.º \| Francesco Manuel Bongiorno \| Neri Sottoli-Selle Italia-KTM \| + 50 s \| \| \| 9.º \| Metkel Eyob \| Terengganu Inc-TSG Cycling Team \| + 59 s \| \| \| 10.º \| Anton Kuzmin \| Kazajistán \| + 1 min 06 s \| \| |                            |                                 |                 |
| |                            |                                 |                 |
| Fuente: ProCyclingStats |                            |                                 |                 |
| Clasificación general |                            |                                 |                 |
| Ciclista | Ciclista                   | Equipo                          | Tiempo          |
| 1.º | Yuriy Natarov              | Astana                          | 6 h 29 min 47 s |
| 2.º | Aleksandr Vlásov           | Gazprom-RusVelo                 | + 26 s          |
| 3.º | Danilo Celano              | Amore & Vita-Prodir             | + 38 s          |
| 4.º | Nicolai Cherkasov          | Gazprom-RusVelo                 | + 39 s          |
| 5.º | Lucas De Rossi             | Delko Marseille Provence        | + 41 s          |
| 6.º | Lorenzo Fortunato          | Neri Sottoli-Selle Italia-KTM   | + 46 s          |
| 7.º | Pierpaolo Ficara           | Amore & Vita-Prodir             | + 46 s          |
| 8.º | Francesco Manuel Bongiorno | Neri Sottoli-Selle Italia-KTM   | + 50 s          |
| 9.º | Metkel Eyob                | Terengganu Inc-TSG Cycling Team | + 59 s          |
| 10.º | Anton Kuzmin               | Kazajistán                      | + 1 min 06 s    |

### Clasificación por puntos
| Clasificación por puntos | Clasificación por puntos | Clasificación por puntos        | Clasificación por puntos | Clasificación por puntos |
| Ciclista                 | Ciclista                 | Equipo                          | Puntos                   |                          |
| ------------------------ | ------------------------ | ------------------------------- | ------------------------ | ------------------------ |
| 1.º                      | Patryk Stosz             | CCC Development                 | 13 pts                   |                          |
| 2.º                      | Davide Gabburo           | Neri Sottoli-Selle Italia-KTM   | 13 pts                   |                          |
| 3.º                      | Aleksandr Vlásov         | Gazprom-RusVelo                 | 11 pts                   |                          |
| 4.º                      | Danilo Celano            | Amore & Vita-Prodir             | 10 pts                   |                          |
| 5.º                      | Yuriy Natarov            | Astana                          | 10 pts                   |                          |
| 6.º                      | Nicolai Cherkasov        | Gazprom-RusVelo                 | 9 pts                    |                          |
| 7.º                      | Lucas De Rossi           | Delko Marseille Provence        | 8 pts                    |                          |
| 8.º                      | Pierpaolo Ficara         | Amore & Vita-Prodir             | 7 pts                    |                          |
| 9.º                      | Metkel Eyob              | Terengganu Inc-TSG Cycling Team | 6 pts                    |                          |
| 10.º                     | Maral-Erdene Batmunkh    | Terengganu Inc-TSG Cycling Team | 5 pts                    |                          |

### Clasificación de la montaña
| Clasificación de la montaña | Clasificación de la montaña  | Clasificación de la montaña | Clasificación de la montaña | Clasificación de la montaña |
| Ciclista                    | Ciclista                     | Equipo                      | Puntos                      |                             |
| --------------------------- | ---------------------------- | --------------------------- | --------------------------- | --------------------------- |
| 1.º                         | Yevgueni Fiodorov            | Vino-Astana Motors          | 15 pts                      |                             |
| 2.º                         | Yuriy Natarov                | Astana                      | 10 pts                      |                             |
| 3.º                         | Nicolai Cherkasov            | Gazprom-RusVelo             | 8 pts                       |                             |
| 4.º                         | Cameron Piper                | Illuminate                  | 6 pts                       |                             |
| 5.º                         | Danilo Celano                | Amore & Vita-Prodir         | 5 pts                       |                             |
| 6.º                         | Nikita Stalnow               | Astana                      | 4 pts                       |                             |
| 7.º                         | Pierpaolo Ficara             | Amore & Vita-Prodir         | 3 pts                       |                             |
| 8.º                         | Sindre Bjerkestrand Haugsvær | Memil Pro Cycling           | 3 pts                       |                             |
| 9.º                         | Anton Kuzmin                 | Kazajistán                  | 2 pts                       |                             |
| 10.º                        | Daniil Fominykh              | Astana                      | 2 pts                       |                             |

### Clasificación por equipos
| Clasificación por equipos | Clasificación por equipos       | Clasificación por equipos | Clasificación por equipos |
| Equipo                    | Equipo                          | Tiempo                    |                           |
| ------------------------- | ------------------------------- | ------------------------- | ------------------------- |
| 1.º                       | Neri Sottoli-Selle Italia-KTM   | 19 h 32 min 26 s          |                           |
| 2.º                       | Astana                          | + 30 s                    |                           |
| 3.º                       | Terengganu Inc-TSG Cycling Team | + 37 s                    |                           |
| 4.º                       | Amore & Vita-Prodir             | + 39 s                    |                           |
| 5.º                       | Kazajistán                      | + 2 min 58 s              |                           |
| 6.º                       | Delko-Marseille Provence        | + 3 min 32 s              |                           |
| 7.º                       | CCC Development Team            | + 3 min 43 s              |                           |
| 8.º                       | Sapura                          | + 6 min 26 s              |                           |
| 9.º                       | Gazprom-RusVelo                 | + 6 min 38 s              |                           |
| 10.º                      | Vino-Astana Motors              | + 8 min 27 s              |                           |

## Evolución de las clasificaciones
| Etapa                   | Vencedor                | Clasificación general | Clasificación por puntos | Clasificación de la montaña | Clasificación del mejor kazajo | Clasificación por equipos     |
| ----------------------- | ----------------------- | --------------------- | ------------------------ | --------------------------- | ------------------------------ | ----------------------------- |
| 1.ª                     | Patryk Stosz            | Patryk Stosz          | Patryk Stosz             | no se entregó               | Matvey Nikitin                 | Neri Sottoli-Selle Italia-KTM |
| 2.ª                     | Danilo Celano           | Yuriy Natarov         | Patryk Stosz             | Yevgeniy Fedorov            | Yuriy Natarov                  | Neri Sottoli-Selle Italia-KTM |
| Clasificaciones finales | Clasificaciones finales | Yuriy Natarov         | Patryk Stosz             | Yevgeniy Fedorov            | Yuriy Natarov                  | Neri Sottoli-Selle Italia-KTM |

## UCI World Ranking
El Tour de Almaty otorgó puntos para el UCI World Ranking para corredores de los equipos en las categorías UCI WorldTeam, Profesional Continental y Equipos Continentales. Las siguientes tablas muestran el baremo de puntuación y los 10 corredores que obtuvieron más puntos:
| Posición              | 1.º | 2.º | 3.º | 4.º | 5.º | 6.º | 7.º | 8.º | 9.º | 10.º | 11.º | 12.º | 13.º-15.º | 16.º-25.º |
| Clasificación general | 125 | 85  | 70  | 60  | 50  | 40  | 35  | 30  | 25  | 20   | 15   | 10   | 5         | 3         |
| Por etapa             | 14  | 5   | 3   |     |     |     |     |     |     |      |      |      |           |           |
| Líder                 | 3   |     |     |     |     |     |     |     |     |      |      |      |           |           |

| Clasificación |                            |                               |         |       |       |       |
| Posición      | Ciclista                   | Equipo                        | General | Etapa | Líder | Total |
| ------------- | -------------------------- | ----------------------------- | ------- | ----- | ----- | ----- |
| 1.º           | Yuriy Natarov              | Astana                        | 125     | 3     | -     | 128   |
| 2.º           | Aleksandr Vlasov           | Gazprom-RusVelo               | 85      | -     | -     | 85    |
| 3.º           | Danilo Celano              | Amore & Vita-Prodir           | 70      | 14    | -     | 84    |
| 4.º           | Nikolay Cherkasov          | Gazprom-RusVelo               | 60      | 5     | -     | 65    |
| 5.º           | Lucas De Rossi             | Delko Marseille Provence      | 50      | -     | -     | 50    |
| 6.º           | Lorenzo Fortunato          | Neri Sottoli-Selle Italia-KTM | 40      | -     | -     | 40    |
| 7.º           | Pierpaolo Ficara           | Amore & Vita-Prodir           | 35      | -     | -     | 35    |
| 8.º           | Francesco Manuel Bongiorno | Neri Sottoli-Selle Italia-KTM | 30      | -     | -     | 30    |
| 9.º           | Metkel Eyob                | Terengganu Inc-TSG            | 25      | -     | -     | 25    |
| 10.º          | Anton Kuzmin               | Selección de Kazajistán       | 20      | -     | -     | 20    |